# Gentiana asclepiadea
Gentiana asclepiadea é uma espécie de planta herbácea da família Gentianaceae e género Gentiana.